# Ilja Rogoff
Ilja Rogoff ist die Werbefigur, die für die gleichnamigen Knoblauchdragees eines von Max Woelm, Ehrenbürger Spangenbergs, gegründeten Unternehmens und später für das Produkt der Bayer AG Reklame machte und deren Bild noch heute (Stand April 2024) die Verpackungen des Nachfolgeprodukts ziert. Die Figur wurde von der Agentur Impress-Werbung des ehemaligen NS-Starjournalisten Hans Schwarz van Berk erfunden.
Von Ilja Rogoff wurde behauptet, er sei ein russischer, kaukasischer oder bulgarischer Bergbauer im 20. Jahrhundert gewesen, der 130 Jahre alt wurde, weil er regelmäßig Knoblauch gegessen habe. Wahrscheinlich handelt es sich um eine fiktive Figur. Tatsächlich gibt es immer wieder Berichte, dass in den Balkanbergen oder im Kaukasus einzelne Personen bis ins hohe Alter dank ihrer einfachen und natürlichen Lebensweise sehr vital geblieben sind. In Bulgarien ist frischer Knoblauch eine alltägliche und selbstverständliche Zutat zahlreicher Gerichte. Nach der Beschreibung eines Zeitgenossen entstand das Bild, das man auch heute noch auf jeder Verpackung von Ilja Rogoff-Pillen findet.
Das Bayer-Medikament enthält neben Knoblauchpulver auch noch die Heilpflanzen Weißdorn, Mistel, Hopfen und aus den Knospen des japanischen Pagodenbaumes Rutin. Es soll durchblutungfördernd und herzstärkend wirken, den Blutdruck senken und zusätzlich beruhigen, damit auch das Allgemeinbefinden verbessern helfen.
Die Figur von Ilja Rogoff ist so populär, dass er bisweilen Niederschlag in der Belletristik und Unterhaltungsliteratur findet.
In der Schreibweise: Ilja ROGOFF® handelt es sich um ein geschütztes und eingetragenes Warenzeichen.